# Cauza Lotus

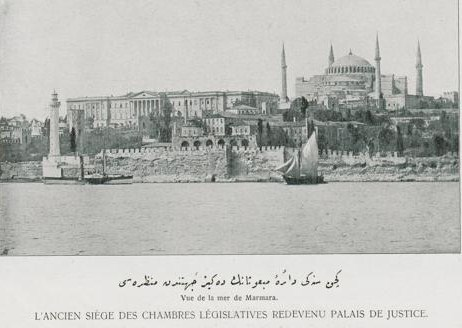
Vechiul Palat de Justiție din Istanbul, sediul de atunci al tribunalului în care a fost judecată cauza Lotus.

Cauza Lotus (în franceză Affaire du Lotus, în turcă Bozkurt-Lotus davası), cunoscută și drept Cauza Bozkurt-Lotus, a fost o cauză internațională judecată în cadrul Curții Internaționale de Justiție între Republica Franceză și Republica Turcia. Cauza este una bine cunoscută în cadrul dreptului internațional, datorită implementării principiului Lotus.

## Conținute

### Fapte
Disputa dintre cele două state a fost cauzată de un accident maritim ce avut loc în 1926 în apele internaționale din apropiere de insula Lesbos, în care un vas francez, S.S. Lotus, a lovit și scufundat un vas turc, S.S. Bozkurt, scufundându-l și ucigând opt cetățeni turci aflați la bordul său. Lotusul îi va salva pe cei zece supraviețuitori, înainte de a se îndrepta și acosta în Istanbul, acolo unde căpitanul navei, M. Demons, va fi judecat pentru ucidere din culpă și condamnat la închisoare. 
Franța a protestat față de această măsură, susținând că, având în vedere faptul că Lotusul se afla sub pavilion francez, aceasta era singura care avea dreptul de a-l judeca pe căpitanul Demons.

### Hotărâre
Curtea de la Haga a statuat în favoarea Turciei. Printre altele, aceasta a remarcat faptul că legea internațională nu împiedică vreun stat din a judeca anumite acțiuni îndreptate împotriva sa sau a cetățenilor săi dacă acestea au avut loc pe teritoriul altui stat. Cu alte cuvinte, fără o interdicție expresă, chiar dacă căpitanul Demons se afla pe o navă aflată sub teritoriu francez, dat fiind că acesta a comis o infracțiune împotriva unor cetățeni turci, Turcia avea dreptul de a-l judeca. Curtea menționează faptul că aceste urmăriri în jurisdicția unui alt stat necesită văzute cu un mare nivel de cumpătare, însă menționa că fiecare stat are dreptul de a urma orice principii de drept consideră că se potrivesc situației.

### Jurisprudență
- Curtea Internațională de Justiție, The Case of the S.S. Lotus; France v. Turkey.